# Dipkarpaz
Dipkarpaz (Grieks: Ριζοκάρπασο, Rizokarpaso) is een stad op het schiereiland Karpas in het noordoostelijke deel van Cyprus. De stad telde in 2011 ongeveer 2.349 inwoners en ligt in het Turkssprekende deel van Cyprus.
Dipkarpaz is een van de grootste steden op het schiereiland en ligt bijna op het uiteinde ervan. De grond in de omgeving van de stad is zeer vruchtbaar. Hierdoor worden er vele gewassen verbouwd, zoals katoen, tabak en graan. Binnen de grenzen van de gemeente bevindt zich het Nationale Park Karpas, waar men ook de karpasezel kan vinden. Ook heeft het schiereiland een van de mooiste stranden van het eiland.
De economie is voornamelijk gebaseerd op de landbouw, veeteelt en visserij. Sinds 2000 heeft de stad het concept van ecotoerisme omarmd, waarbij de oude traditionele dorpshuizen in guesthouses in traditionele stijlen zijn verbouwd.